# Нови Зеланд на Светском првенству у атлетици у дворани 2014.
Нови Зеланд учествовао је на Светском првенству у атлетици у дворани 2014. одржаном у Сопоту од 7. до 9. марта петнаести пут, односно на свим првенствима до данас. Репрезентација Новог Зеланда имала је 5 учесника (3 мушкарца и 2 жене), који су се такмичили у пет дисциплина (3 мушке и 2 женске).,
На овом првенству Нови Зеланд је по броју освојених медаља делио 11. место са две медаље (једна златна и једна бронзана). Постигнут је један океанијски рекорд, два светска рекорда сезоне, три национална рекорда, три лична рекорда и пет личних рекорда сезоне. У табели успешности (према броју и пласману такмичара који су учествовали у финалним такмичењима (првих 8 такмичара)) Нови Зеланд је са 2 учесника у финалу делио 19. место са 14 бодова.

## Учесници
| Мушкарци: - Николас Вилис — 1.500 м - Зејн Робертсон — 3.000 м - Томас Волш — Бацање кугле | Жене: - Луси ван Дален — 3.000 м - Валери Адамс — Бацање кугле |  |

## Освајачи медаља (2)

### Злато (1)
- Валери Адамс — Бацање кугле

### Бронза (1)
- Томас Волш — Бацање кугле

## Резултати

### Мушкарци
| Атлетичар      | Дисциплина   | Лични рекорд | Квалификације | Квалификације | Финале             | Финале             | Детаљи |
| Атлетичар      | Дисциплина   | Лични рекорд | Резултат      | Место         | Резултат           | Место              | Детаљи |
| -------------- | ------------ | ------------ | ------------- | ------------- | ------------------ | ------------------ | ------ |
| Николас Вилис  | 1.500 м      | 3:35,80 НР   | 3:39,14       | 2. у гр. 2 КВ | ДИСК. чл. 163.3(б) | ДИСК. чл. 163.3(б) |        |
| Зејн Робертсон | 3.000 м      |              | 7:44,16 НР    | 6 у гр. 2 кв  | 8:01,81            | 12 / 19 (20)       |        |
| Томас Волш     | бацање кугле | 20,26 НР     | 20,41 НР      | 6 гр. 1 кв    | 21,26 ОКР, НР      |                    |        |

### Жене
| Атлетичарка    | Дисциплина   | Лични рекорд  | Квалификације | Квалификације | Финале                | Финале  | Детаљи |
| Атлетичарка    | Дисциплина   | Лични рекорд  | Резултат      | Место         | Резултат              | Место   | Детаљи |
| -------------- | ------------ | ------------- | ------------- | ------------- | --------------------- | ------- | ------ |
| Луси ван Дален | 3.000 м      | 8:53,95       | 9:10,20       | 8. у гр. 1    | Није се квалификовала | 14 / 15 |        |
| Валери Адамс   | бацање кугле | 20,98 ОКР, НР | 20,11 СРС     | 1 КВ          | 20,67 СРС             |         |        |